# Izaan Moenir-Alam
Izaan Moenir-Alam (Curaçao, 1 januari 1956) is een veroordeelde Curaçaose hoofdverdachte in de ontvoering van Claudia Melchers.

## Levensloop
Moenir-Alam werd geboren op Curaçao. Hij ging in 1975 naar Nederland. Daar volgde hij een opleiding aan de universiteit van Nijmegen. Hij keerde in 1986 terug naar zijn geboorteland om daar te werken bij de sportredactie van het Nederlandstalig dagblad.

## Ontvoering van Claudia Melchers
Moenir-Alam is een van de ontvoerders van Claudia Melchers. Zij werd op 12 september 2005 ontvoerd vanuit haar woning aan de Jan van Eijckstraat in Amsterdam en twee dagen later in Arnhem vrijgelaten.

## Arrestatie in Brazilië en uitlevering
Nadat politie Amsterdam-Amstelland Moenir-Alam had getraceerd, werd hij op verzoek van het Openbaar Ministerie in Amsterdam, op 23 oktober 2005 in Rio de Janeiro aangehouden. Hij kon worden opgespoord doordat hij vanuit een internetcafé e-mailtjes verstuurde. Vlak bij dat internetcafé werd hij aangehouden.
Hij bekende betrokkenheid maar ontkende het brein te zijn achter de ontvoering in een gesprek met journalisten van het televisieprogramma Netwerk. Hij vertelde de journalisten dat hij betrokken raakte bij de ontvoering vanwege een grote belastingschuld. Op 21 december 2006 werd bekend dat de rechtbank in Brazilië had beslist hem uit te leveren aan Nederland. Tegen deze beslissing tekende hij geen beroep aan, waardoor de uitlevering begin april 2007 mogelijk werd. Op 5 april 2007 arriveerde hij op Schiphol en werd hij overgedragen aan de officier van justitie.

## Veroordeling
Moenir-Alam werd op 25 oktober 2007 door de rechtbank van Amsterdam veroordeeld tot tien jaar celstraf wegens ontvoering, gijzeling en poging tot afpersing. Het Openbaar Ministerie had twaalf jaar gevangenisstraf geëist. De reden van de iets lagere straf was dat hij spijt en berouw had getoond en openheid van zaken had gegeven, en ook het feit dat hij anderhalf jaar in uitleveringsdetentie in Brazilië had gezeten. Moenir-Alam ging tegen deze veroordeling echter wel in beroep. In hoger beroep veroordeelde het gerechtshof van Amsterdam hem op 30 december 2008 tot acht jaar gevangenisstraf. Het Openbaar Ministerie had tijdens het hoger beroep tien jaar geëist.
Op 17 februari 2011 werd Moenir-Alam wegens goed gedrag vervroegd vrijgelaten.
Medeverdachten in de ontvoering waren Lorenzo Moenir-Alam, Sergio Patricio Wawoe, Quentin Wong Loi Sing en Louellar Rog. Lorenzo, een neef van Moenir-Alam, kreeg acht jaar gevangenisstraf. Wong Loi Sing kreeg zes jaar, Wawoe kreeg drie jaar en Rog kreeg twee jaar waarvan een halfjaar voorwaardelijk.

## Boek over de ontvoering
In de gevangenis schreef Moenir-Alam het boek Cocacabana, een autobiografische misdaadroman over de ontvoeringszaak. In het boek vertelt hij hoe hij samen met zijn Antilliaanse neef in mei 2005 begint met de voorbereidingen van de ontvoering.
Op 23 februari 2011, een week na zijn vrijlating, was hij te zien in het VARA-televisieprogramma Pauw & Witteman, waarin hij openlijk sprak over de ontvoering en hoe deze verlopen was. In de uitzending werd het boek over de ontvoering gepresenteerd. De rechter honoreerde een verzoek van de familie Melchers om de publicatie van het boek te verbieden.
In 2012 schreef Moenir-Alam het boek Rattenval van Rio.